# Leonard Wood

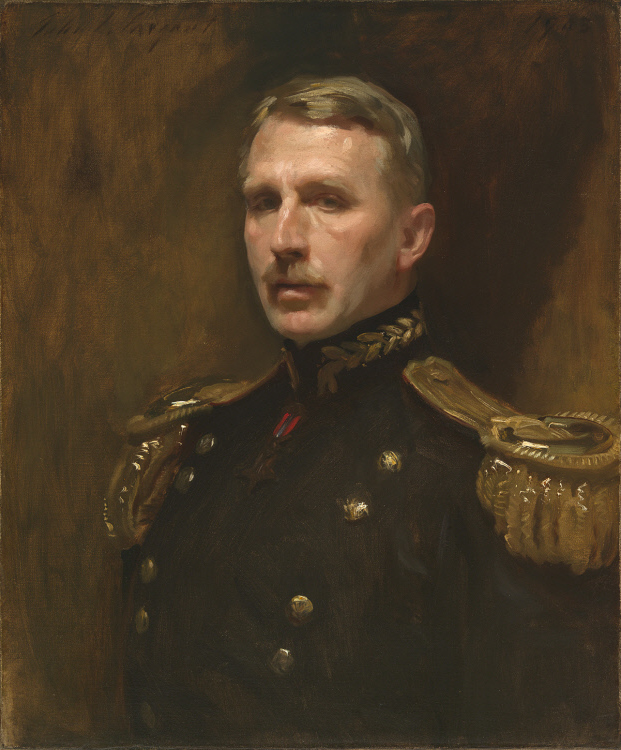
Leonard Wood, Gemälde von John Singer Sargent (1903)

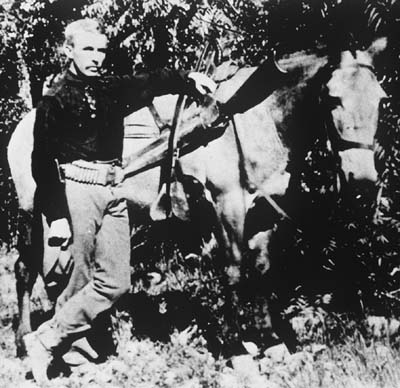
Leonard Wood als Militärarzt während der Indianerkriege

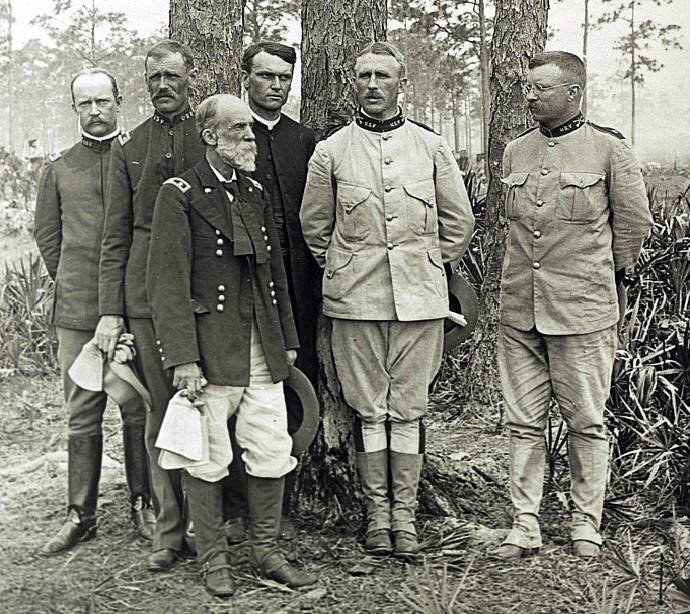
Stab der Rough Riders während des Spanisch-Amerikanischen Krieges in Florida

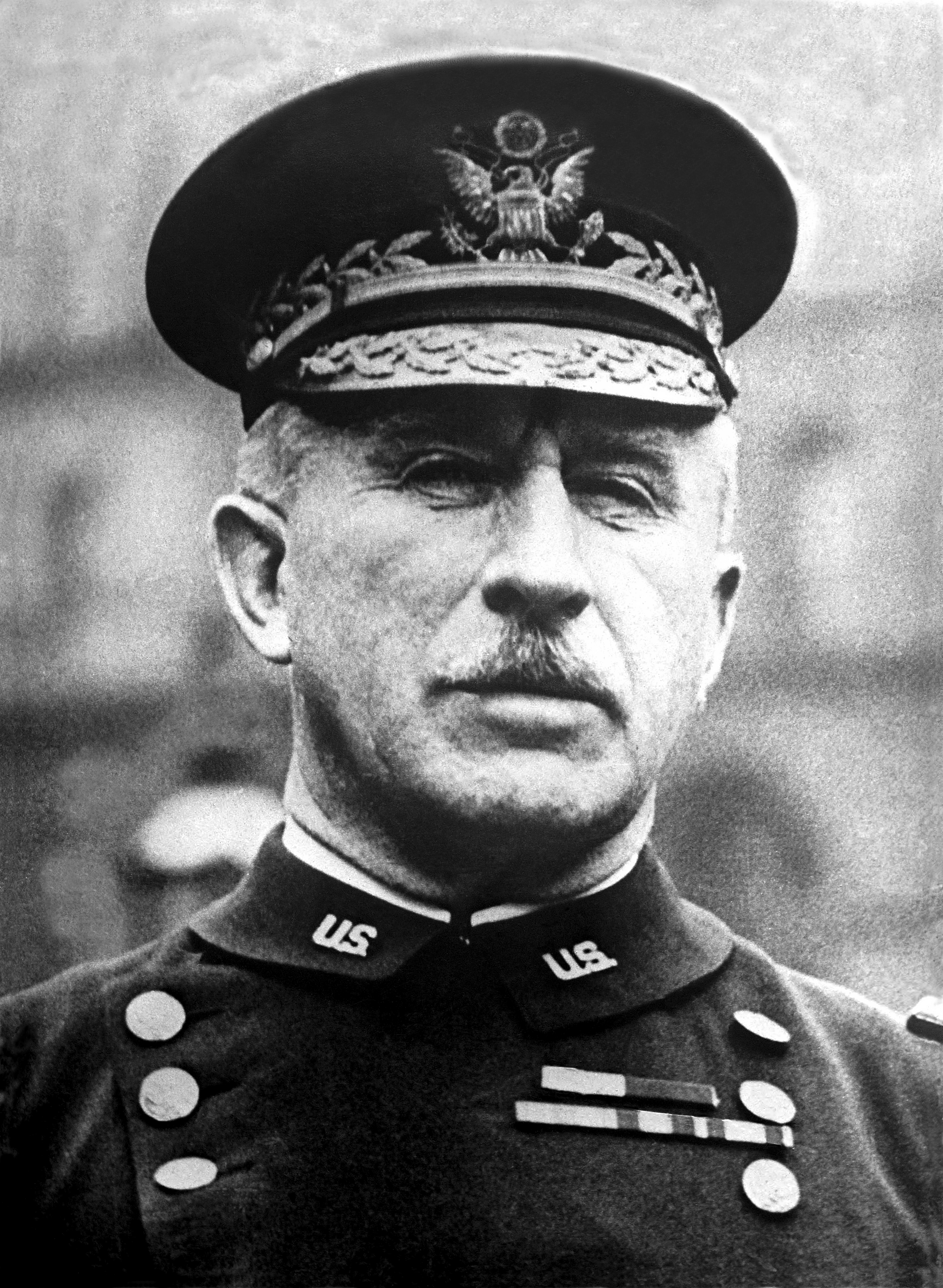
Leonard Wood, 1919

Leonard Wood (* 9. Oktober 1860 in Winchester, Cheshire County, New Hampshire; † 7. August 1927 in Boston, Massachusetts) war ein Major General der US Army und von 1910 bis 1914 Chief of Staff of the Army und von 1921 bis 1927 Generalgouverneur der Philippinen.

## Studium und militärische Laufbahn
Nach dem Abschluss seines Medizinstudiums und der Promotion zum Doktor der Medizin (M.D.) 1884 an der Harvard Medical School arbeitete er zunächst als Internist am Boston City Hospital. Im Jahr 1885 trat er als Arzt der Armee bei und nahm 1886 als stellvertretender Feldarzt am Feldzug gegen den Häuptling der Apachen, Geronimo, teil. Für seine dortigen Leistungen wurde ihm 1898 die „Medal of Honor“ verliehen. Anschließend folgten weitere militärische Verwendungen.
Von 1895 bis 1898 war er Leibarzt der US-Präsidenten Grover Cleveland und William McKinley. Zu diesem Zeitpunkt entwickelte sich eine Freundschaft zu dem damaligen stellvertretenden Marineminister und späteren Präsidenten Theodore Roosevelt.

## Spanisch-Amerikanischer Krieg, Kuba und Philippinen
Zusammen mit Roosevelt gründete er nach Ausbruch des Spanisch-Amerikanischen Krieges im gleichen Jahr das 1. Kavallerieregiment „Rough Riders“, das sich aus Freiwilligen zusammensetzte. Als Regimentskommandeur war Wood so erfolgreich, dass er nach der Erkrankung des Brigadekommandeurs zum Brigadegeneral der Freiwilligenarmee und Kommandeur der 2. Brigade der Kavalleriedivision des V. Korps befördert wurde.
Von 1898 bis 1899 war er erst Militärgouverneur von Santiago de Cuba und anschließend bis 1902 Militärgouverneur von Kuba. Während dieser Zeit trug er zu einer Verbesserung der medizinischen und sanitären Bedingungen auf Kuba bei und wurde kurz vor Ende seiner Amtszeit auf Kuba zum Brigadegeneral der regulären Armee befördert.
1902 übernahm Wood das Kommando über die US-Divisionen auf den Philippinen sowie kurz darauf über die amerikanischen Einheiten in Fernost. 1903 wurde er zum Generalmajor befördert und zugleich zum Gouverneur der Provinz Moro ernannt. Dieses Amt hatte er bis 1906 inne. Während dieser war Generalmajor Wood unter anderem verantwortlich für einige blutige Feldzüge gegen Moslemrebellen, wie am 10. März 1906 beim Massaker am Bud Dajo, welches von Mark Twain in Die Moro-„Schlacht“ (1906) scharf kritisiert wurde.

## Chef des Stabes der Armee
Major General Wood wurde 1910 durch den ein Jahr zuvor gewählten Präsidenten William Howard Taft zum Chief of Staff of the Army ernannt.
Wood, der Taft während dessen Amtszeit als Generalgouverneur der Philippinen kennengelernt hatte, blieb bis heute der einzige Sanitätsoffizier auf dem Posten des Chefs des Armeestabs. Als solcher initiierte er einige militärische Programme wie den Vorgänger des „Trainingskorps der Reserveoffiziere“ sowie die „Bewegung zur Einsatzbereitschaft“, einer Kampagne für eine umfassende militärische Ausbildung und zur Einberufung in Kriegszeiten. Aus dieser ging kurz vor dem Beginn des Ersten Weltkrieges das militärische Einberufungs- und Auswahlsystem hervor. Darüber hinaus gründete er das Generalstabskorps und entwickelte die Mobilität der Armee.
Am 22. April 1914 wurde Wood als Chef des Armeestabes jedoch durch William Wallace Wotherspoon abgelöst, da er durch seine Politik der Mobilmachung im Gegensatz zur Neutralitätspolitik des US-Präsidenten Woodrow Wilson stand.

## Erster Weltkrieg
Mit Beginn des Eintritts der USA in den Ersten Weltkrieg am 6. April 1917 sollte Wood auf Bestrebungen der Republikanischen Partei zum Oberbefehlshaber an der Westfront ernannt werden. Diese Bestrebungen scheiterten jedoch am damaligen Kriegsminister Newton Diehl Baker, der General John J. Pershing auf diesem Posten bevorzugte. Wood selbst wurde jedoch als Kommandeur mit der Bildung der 10. US-Infanteriedivision und später der 89. US-Infanteriedivision betraut.

## Erfolglose Präsidentschaftskandidatur und Philippinen
Im Jahr 1920 bewarb sich Generalmajor Wood, der von 1919 bis 1921 Kommandeur des VI. US-Korps war, erfolglos um die Nominierung als Präsidentschaftskandidat der Republikanischen Partei. Gründe für seine Niederlage bei der Republican National Convention waren – neben parteiinternen Rivalitäten – seine offensichtliche politische Unerfahrenheit sowie seine starke Unterstützung der antikommunistischen Kampagne des demokratischen Justizministers Alexander Mitchell Palmer. Aus dem Nominierungskonvent ging schließlich der später auch zum Präsidenten gewählte Warren G. Harding als Sieger hervor.
Nach seinem Ausscheiden aus der Armee wurde er am 15. Oktober 1921 als Nachfolger von Charles Yeater Generalgouverneur der Philippinen. In diesem Amt, das durch harsche und unpopuläre Entscheidungen gekennzeichnet war, verblieb er bis zu seinem Tod am 7. August 1927 in Boston. Wood starb an einem Tumor, Spätfolge einer Kopfverletzung, die er sich in seiner Zeit als Generalgouverneur von Kuba zugezogen hatte.
Generalmajor Wood wurde auf dem Nationalfriedhof Arlington beigesetzt.

## Veröffentlichungen
- „The Military Obligation of Citizenship“, 1915
- “Our Military History”, 1916

## Auszeichnungen und Ehrungen
1898 erhielt er die Medal of Honor des US-Kongresses.
Nach ihm wurden das Fort Leonard Wood in Missouri, in dem unter anderem auch ABC-Einheiten der Bundeswehr in Spezialkursen ausgebildet werden, der Truppentransporter USS Leonard Wood sowie das Leonard-Wood-Institut der US-Army benannt.
Die Geschichte der „Rough Riders“ wurde 1997 als „Rough Riders – Das furchtlose Regiment“ verfilmt.